# Suctobelbella laevis
Suctobelbella laevis är en kvalsterart som beskrevs av Arthur P. Jacot 1938. Suctobelbella laevis ingår i släktet Suctobelbella och familjen Suctobelbidae. Inga underarter finns listade i Catalogue of Life.